# Ōta, Gunma
Ōta (japanska: 太田市?, Ōta-shi) är en stad i Gunma prefektur i Japan. Staden fick stadsrättigheter 1948 och har sedan 2007 
status som speciell stad (japanska: 特例市?, Tokureishi) enligt lagen om lokalt självstyre.